# HD 193307
HD 193307 är en dubbelstjärna belägen i den mellersta delen av stjärnbilden Kikaren. Den har en skenbar magnitud av ca 6,26 och kräver åtminstone en handkikare för att kunna observeras. Baserat på  parallaxmätning inom Hipparcosuppdraget på ca 32,1 mas, beräknas den befinna sig på ett avstånd på ca 102 ljusår (ca 31 parsek) från solen. Den rör sig bort från solen med en heliocentrisk radialhastighet på ca 18 km/s.

## Egenskaper
Primärstjärnan HD 193307 är en gul till vit stjärna i huvudserien av spektralklass F9 V. Den har en massa som är ca 1,2 solmassor, en radie som är ca 1,5 solradier och har ca 2,6 gånger solens utstrålning av energi från dess fotosfär vid en effektiv temperatur av ca 6 100 K.
HD 193307 har en följeslagare av spektralklass M2.5 med gemensam egenrörelse och separerad med 21,3 bågsekunder, vilket gör den till en dubbelstjärna.